# Aloe marlothii

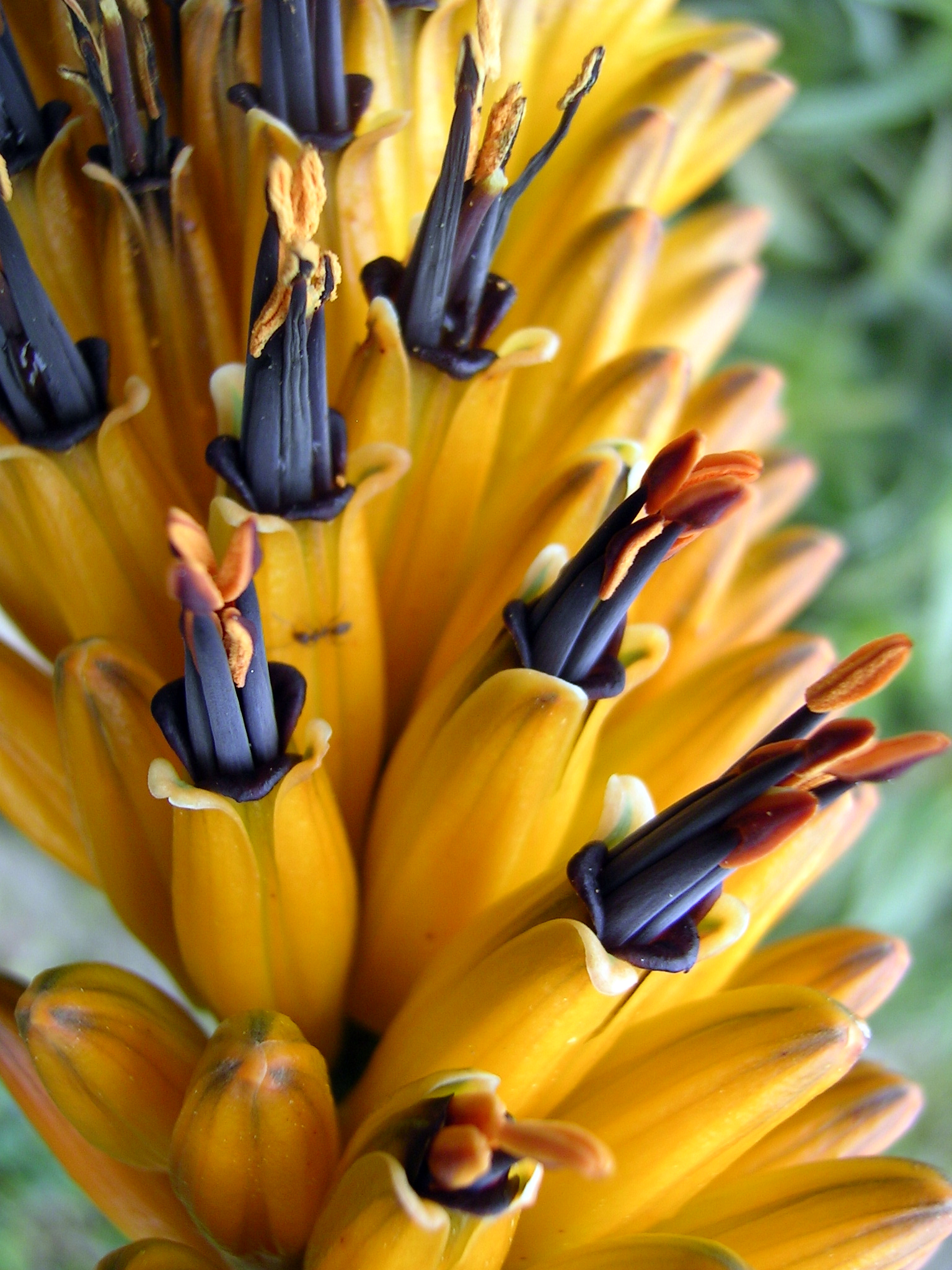
Ausschnitt aus dem Blütenstand

Aloe marlothii ist eine Pflanzenart der Gattung der Aloen in der Unterfamilie der Affodillgewächse (Asphodeloideae). Das Artepitheton marlothii ehrt den deutschen Botaniker und Pharmazeuten Rudolf Marloth (1855–1931).

## Beschreibung

### Vegetative Merkmale
Aloe marlothii wächst stammbildend und einfach. Der aufrechte Stamm erreicht eine Länge von bis zu 4 Meter (selten bis zu 6 Meter) und ist mit toten Blättern bedeckt. Die 40 bis 50 lanzettlich verschmälerten Laubblätter bilden dichte Rosetten. Die trüb graugrüne bis glauke Blattspreite ist 100 bis 150 Zentimeter lang und 20 bis 25 Zentimeter breit. Auf ihr befinden sich wenige bis viele zerstreute, rötlich braune, 3 bis 4 Millimeter lange Stacheln. Auf der Blattunterseite sind sie zahlreicher. Die stechenden, rötlich braunen Zähne am Blattrand sind 3 bis 4 Millimeter lang und stehen 10 bis 15 Millimeter voneinander entfernt.

### Blütenstände und Blüten
Der Blütenstand besteht aus vielen Zweigen und erreicht eine Länge von etwa 80 Zentimeter. Die unteren Zweige sind nochmals verzweigt. Die dichten, horizontalen bis etwas schiefen Trauben bestehen aus einseitswendigen Blüten und sind 30 bis 50 Zentimeter lang und 5 bis 6 Zentimeter breit. Insgesamt sind 20 bis 30 Trauben vorhanden. Die eiförmigen bis lanzettlich-spitzen, bräunlichen Brakteen weisen eine Länge von etwa 8 bis 9 Millimeter auf und sind 5 Millimeter breit. Die orangefarbenen bis gelblich  orangefarbenen, keulenförmigen bis bauchigen Blüten stehen an 5 Millimeter langen Blütenstielen. Die Blüten sind 30 bis 35 Millimeter lang und an ihrer Basis gerundet. Auf Höhe des Fruchtknotens weisen die Blüten einen Durchmesser von etwa 7 Millimeter auf. Darüber sind sie erweitert und schließlich zur Mündung verengt. Ihre äußeren Perigonblätter sind auf einer Länge von 20 bis 23 Millimetern nicht miteinander verwachsen. Die Staubblätter und der Griffel ragen etwa 15 Millimeter aus der Blüte heraus.

### Genetik
Die Chromosomenzahl beträgt {\displaystyle 2n=14}.

## Systematik und Verbreitung
Aloe marlothii ist in Mosambik, Botswana, Südafrika und Eswatini verbreitet.
Die Erstbeschreibung durch Alwin Berger wurde 1905 veröffentlicht. Folgende Taxa wurden als Synonym in die Art einbezogen: Aloe ferox var. xanthostachys A.Berger (1908, inkorrekter Name ICBN-Artikel 11.4), Aloe ferox A.Berger (1908, nom. illeg. ICBN-Artikel 53.1) und Aloe marlothii J.M.Wood (1912, nom. illeg. ICBN-Artikel 53.1).
Es werden folgende Unterarten unterschieden:
- Aloe marlothii subsp. marlothii
- Aloe marlothii subsp. orientalis Glen & D.S.Hardy

Aloe marlothii supsp. marlothii

Die Unterart ist in Botswana, in Mosambik, in den südafrikanischen Provinzen KwaZulu-Natal, Gauteng, Mpumalanga, Limpopo und Nordwest sowie Eswatini auf felsigen Hügeln in Höhen von 1000 bis 1800 Metern verbreitet. Folgende Taxa wurden als Synonym in die Unterart einbezogen: Aloe supraleavis var. hanburyi Baker (1896), Aloe spectabilis Reynolds (1927) und Aloe marlothii var. bicolor Reynolds (1936).
Ronell Renett Klopper und Gideon Francois Smith erkannten 2010 Aloe spectabilis wieder an.
Aloe marlothii subsp. orientalis

Die Unterschiede zu Aloe marlothii subsp. marlothii sind: Die Varietät sprosst häufig und bildet Klumpen. Ihre aufrechten oder niederliegenden bis schiefen Stämme sind bis zu 1,75 Meter lang. Auf der Blattoberfläche befinden sich wenige oder keine Stachelchen. Die Blütentrauben am Blütenstand sind schief.
Die Erstbeschreibung der Unterart durch Hugh Francis Glen und David Spencer Hardy wurde 1987 veröffentlicht. Aloe marlothii subsp. orientalis ist im äußersten Süden von Mosambik, in der südafrikanischen Provinz KwaZulu-Natal sowie in Eswatini auf sandigem Boden in Höhen von 15 bis 500 Metern verbreitet.

## Nachweise